# Beryl Bainbridge

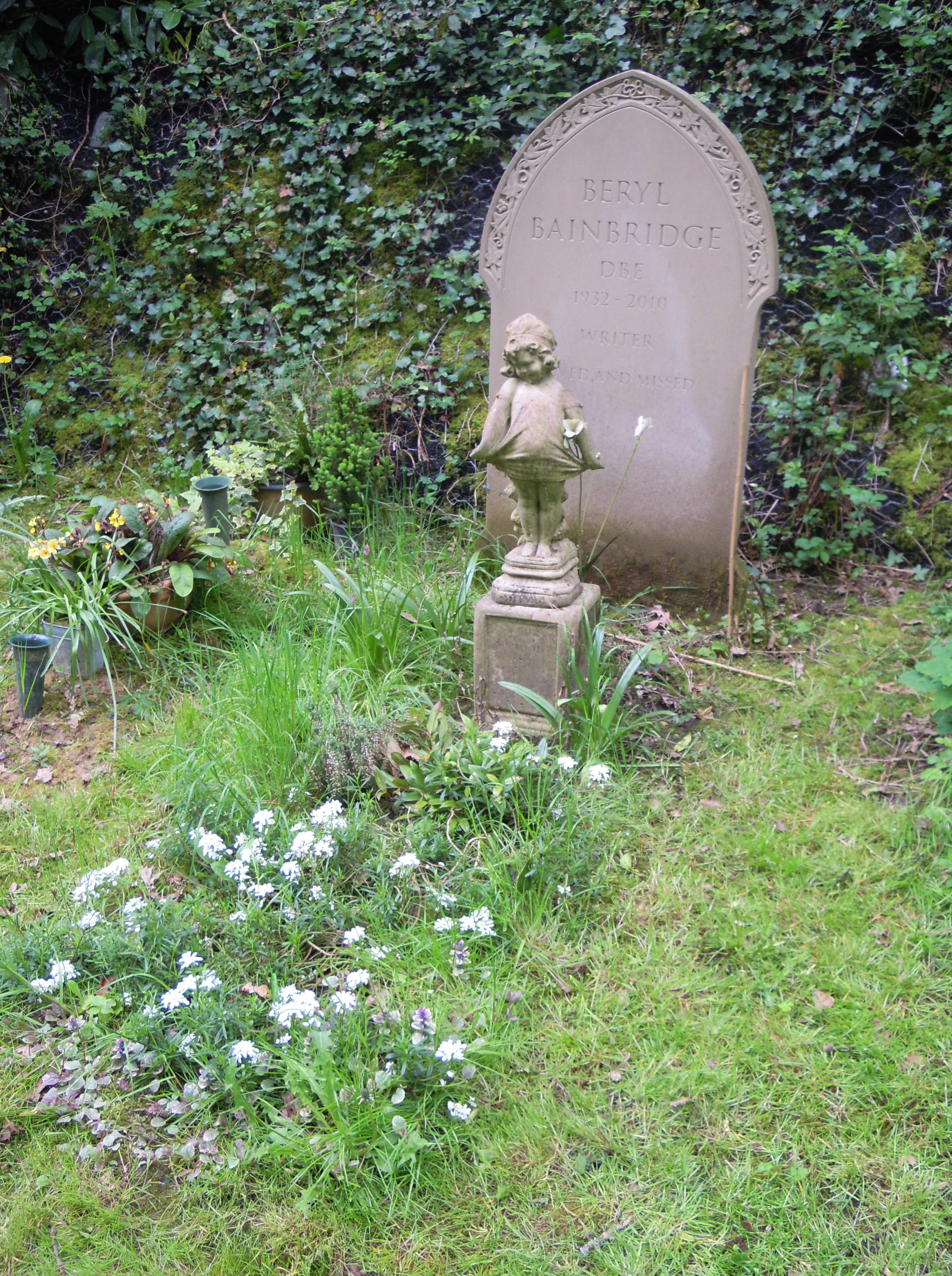
Nagrobek pisarki na Highgate Cemetery w Londynie

Beryl Bainbridge (ur. 21 listopada 1932 w Liverpoolu, zm. 2 lipca 2010  w Londynie) – angielska powieściopisarka. Znana głównie z utworów psychologicznych, często makabrycznych opowieści dziejących się w kręgu angielskiej klasy robotniczej. Zdobyła Whitbread Book Awards za najlepszą powieść w latach 1977 i 1996; pięć razy była nominowana do Nagrody Bookera.
Początkowo była aktorką, wystąpiła w jednym odcinku opery mydlanej. W 1967 roku opublikowała pierwszą powieść i pisała regularnie do 2001 roku. W latach 90. zajęła się powieścią historyczną i odniosła sukces komercyjny. Powstała wtedy m.in. jedyna powieść wydana w Polsce, Każdy troszczy się o siebie (1996), o katastrofie Titanica.
Często podawała, że urodziła się 21 listopada 1934 roku, co nie było prawdą (jak widać w nekrologu, nawet BBC tego nie sprawdziło). W 1968 roku odbyła podróż przez Stany Zjednoczone. W 2000 roku została Damą Komandorem (DBE) Orderu Imperium Brytyjskiego. Zmarła na raka.

## Twórczość

### Powieści
- A Weekend with Claude (1967)
- Another Part of the Wood (1968)
- Harriet Said... (1972)
- The Dressmaker (tytuł w USA The Secret Glass) (1973) – nominowana do Nagrody Bookera
- The Bottle Factory Outing (1974) – nominowana do Nagrody Bookera, zdobyła Guardian Fiction Prize(inne języki)
- Sweet William (1975)
- A Quiet Life (1976)
- Injury Time (1977) - zdobyła Whitbread Prize
- Young Adolf (1978)
- Another Part of the Wood (wydanie poprawione) (1979)
- Winter Garden (1980)
- A Weekend with Claude (wydanie poprawione) (1981)
- Watson's Apology (1984)
- Filthy Lucre (napisana w 1946 roku, opublikowana w 1986 r.)
- An Awfully Big Adventure (1989) – nominowana do Nagrody Bookera
- The Birthday Boys (1991)
- Every Man for Himself (1996) – nominowana do Nagrody Bookera, zdobyła Whitbread Prize
- Master Georgie (1998) – nominowana do Nagrody Bookera
- According to Queeney (2001)
- The Girl in the Polka-dot Dress (2011)

### Zbiory opowiadań
- Mum and Mr Armitage (1985)
- Collected Stories (1994)
- Northern Stories Vol. 5 (współredaktorka z Davidem Pownallem) (1994)

### Non-fiction
- English Journey, or The Road to Milton Keynes (1984)
- Forever England: North and South (1987)
- Something Happened Yesterday (1993)
- Front Row: Evenings at the Theatre (2005)